# Sophie-Éléonore de Brunswick-Wolfenbüttel-Bevern
Sophie-Éléonore de Brunswick-Wolfenbüttel-Bevern, née le 5 mars 1674 à Osterholz et morte le 14 janvier 1711 à Gandersheim, est une princesse de la maison de Brunswick, chanoinesse au monastère de Gandersheim.

## Biographie
Sophie Éléonore est la fille aînée Ferdinand-Albert Ier de Brunswick-Wolfenbüttel-Bevern (1636-1687) et de Christine de Hesse-Eschwege (1648-1702). Le 4 février 1686 son père demande qu'elle soit admise au monastère de Hildesheim, ce qui est refusé. Le 13 septembre 1690, elle est reçue comme chanoinesse. En avril 1694, elle est reçue à ce titre au monastère de Gandersheim. Elle écrit pendant son séjour là-bas des poésies et cantiques. Elle est la cousine de l'abbesse Christine. Elle meurt auprès de son frère Ferdinand-Albert II, en 1711 de la variole et est enterrée dans l'église Saint-Blaise de Brunswick.

## Œuvres
Sophie-Éléonore a composé des cantiques, dans deux recueils qui ont été publiés :
- 1696 : Geistliche Lieder, über die sieben Blutvergiessungen Christi Jesu, der gantzen Welt Heiland, von einer Gottergebenen Seelen zum Druck befördert (OCLC 257659183).
- 1713 : Die Rechte des Herrn ein Lied im Hause der Weyland durchlauchtigsten .̤ Frauen Sophia Eleonora Hertzogin zu Braunschweig und Lüneburg Käyserl. Freyen Stiffts Gandersheim Canonissin nach dero höchst-seeligsten Absterben zu erbaulicher Andacht anderer frommen Christen auf hohen gnädigsten Befehl zum Druck befördert, avec Eberhard Finen, édité à Brunswick par Johann Georg Zilligern (OCLC 257378413).